# Comptonia

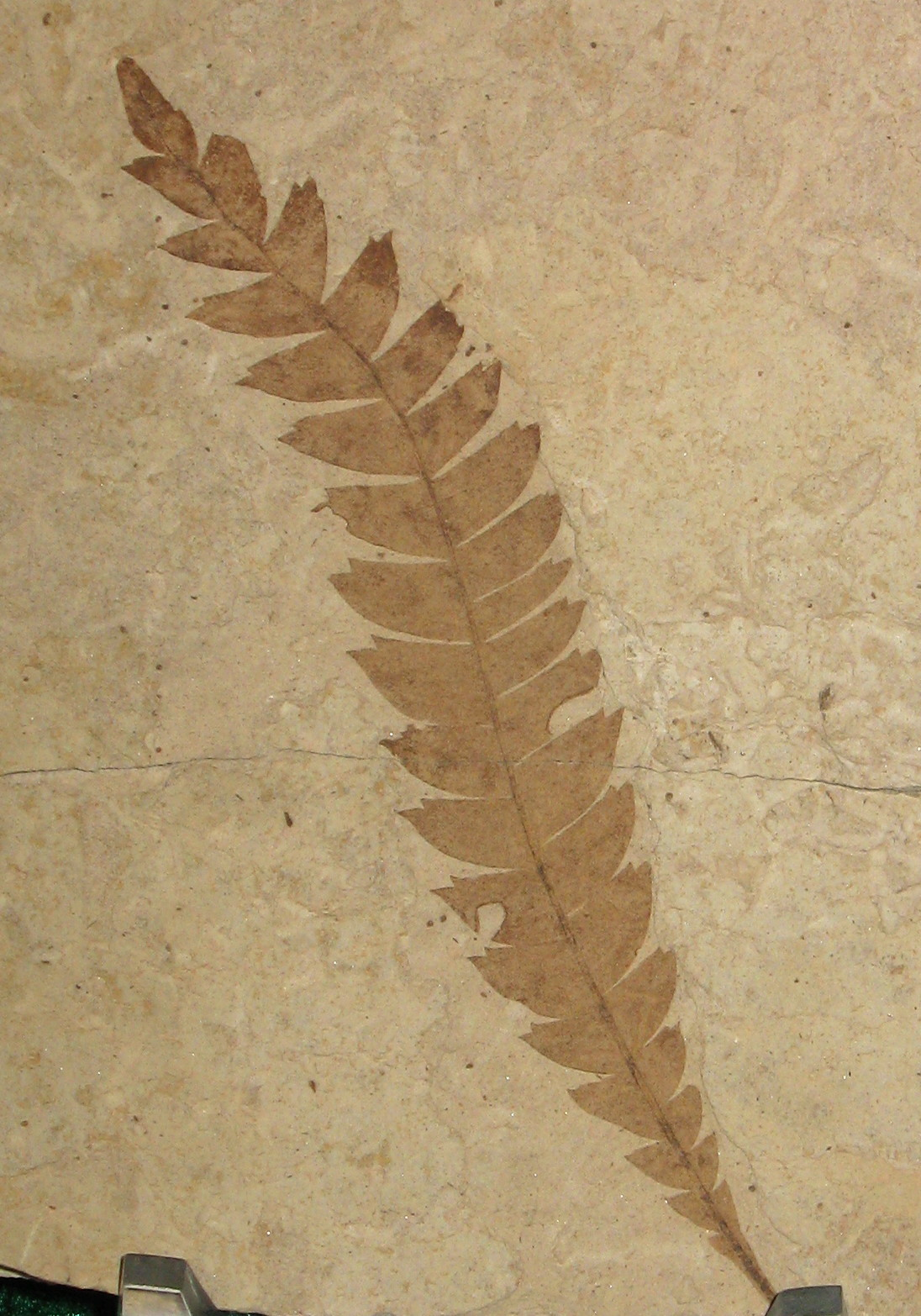
Comptonia columbiana, 49.5 Ma, Klondike Formació de Mont

Comptonia és un gènere d'angiospermes pertanyent a la família de les miricàcies. És natiu de la part oriental d'Amèrica del Nord. Només un baix nombre d'espècies ha arribat fins a l'actualitat, la resta d'espècies és extinta.
Totes les espècies vives actuals estableixen una simbiosi radicular amb l'actinobacteri Frankia, que li proveeix de nitrogen.

## Taxonomia
El primer espècimen descrit va ser, Liquidambar peregrina, per Carl von Linné en 1753, en el segon volum d'Species Plantarum. Més endavant dins el mateix volum, va descriure Myrica aspleniifolia com una espècie diferent (amb l'epítet asplenifolia). En 1763, va canviar la seua opinió pel que fa a Myrica aspleniifolia, i va esdevindre en Liquidambar aspleniifolia, i així que en el mateix gènere com Liquidambar peregrina.
En 1789, Charles Louis L'Héritier col·loca el nom original donat per Linné Myrica aspleniifolia dins el seu nou gènere Comptonia. El gènere és nomenat en honor de Rev. Henry Compton (1632-1713), bisbe d'Oxford.
En 1894, John Merle Coulter va transferir l'espècie Liquidambar peregrina al gènere Comptonia, i va categoritzar Myrica aspleniifolia com a sinònim. Comptonia peregrina és ara l'única espècie viva del gènere.

## Espècies
- Comptonia anderssonii †
- Comptonia asplenifolia
- Comptonia ceterach
- Comptonia columbiana †
- Comptonia difformis †
- Comptonia naumannii †
- Comptonia peregrina
- Comptonia tymensis †